# Юлеярві
Ю́леярві (фін. Ylöjärvi; перша літера читається не як українське «Ю» на початку слів, а як німецьке ü)  — місто в провінції Пірканмаа в губернії Західна Фінляндія.
Населення  — 33 653 осіб, площа  — 1,324.09 км², водяне дзеркало  — 208,62 км², щільність населення  — 28,81 осіб /км².

## Історія
Поселення засноване в 1779. Будівництво церкви у неокласицистичному стилі було завершено в 1850 році. Церква неодноразово перебудовувалася і реставровувалася.
Як місто поселення сформувалося в 1869 р.
У 2002 році для міської бібліотеки було збудовано нову споруду, яка має по фасаду восьмиметрові вікна і спроєктоване у вигляді трикутника. Розташована система обслуговування по регіонам завдяки машині-бібліобусу, маршрут обслуговування якої включає 62 зупинки.

## Економіка
Діяв у місці завод по виготовленню лобових стекол концерну Pilkington, який закрили 2012 року та звільненню підлягали 320 осіб робочого персоналу. У місті знаходиться невелике підприємство по виготовленню риболовного приладдя, під керуванням Маркку Аутіо.

## Міста-побратими
- Балатонфелдвар, Угорщина (1994)[9]
- Вишній Волочок, Росія (1994)[9]
- Кареда, Естонія (2007)[9]
- Конгсвінгер, Норвегія (1980)[9]
- Сааре (волость), Естонія (2009)[9]
- Саку, Естонія (1992)[9]
- Сківе, Данія (1980)[9]
- Шиннскаттеберґ, Швеція (2009)[9]
- комуна Арвіка, Швеція (1978)[9]